# Yahoo!ブログ
Yahoo!ブログ（ヤフーブログ）は、Yahoo! JAPANおよび、Yahoo! KOREA（2019年12月に終了）が運営・提供していたブログサービスである。本項では、Yahoo! JAPANが2019年12月15日まで運営していた日本におけるYahoo!ブログについて記述する。
Yahoo! JAPANの他サービスとの連携や、友だち登録などによる交流を重視したソーシャル・ネットワーキング・サービスに近い持ち味を特色としていた。その反面、カスタマイズに制限があることなどから、デザインなどを作り込んだ凝ったブログを作るには不向きであった。こうした傾向はサイバーエージェントが運営するAmebaブログに類似する。

## 概要
- 利用料金は無料。
- Yahoo! JAPAN ID1つにつき1つのブログが作れる（2012年2月から、再びニックネームで開設できるようになった）。
- テキストは1記事につき全角5000文字まで。その他、ゲストブックは全角500文字（以前は1024文字）、コメントは全角500文字の制限がある。
- 編集方法は、Wiki文法とHTMLタグが使用できるが、いずれも使用できる種類が限られている。2010年3月17日から「かんたんモード」によるデザインの編集が可能になった。
- 独自機能として、記事の転載機能、お気に入りの人（ファン）登録、ブログリンク、投票機能などがあった。
- 記事の公開レベルを設定でき、全体公開記事のほか、非公開記事、ファン限定公開記事、友だち限定公開記事を作成できる。
- 他社ブログと異なり、CSSの編集はできない。またブログにプラグインは使用できず、限られたテンプレートを使用するため、カスタマイズの自由度が低い。
- ブログの人気度として10段階があり星5つで表す。人気度は、ブログの訪問者数やコメント数、トラックバックやお気に入り登録された回数などで決まる。
- Yahoo! JAPANの他サービスとの連携もあり、一例として、Yahoo!アバターで作ったアバターをブログのプロフィール画像として掲載できた。他者のブログにコメントを書き込む際にもアイコンとしてアバターを表示できた（Amebaブログでアメーバピグで作ったキャラクターをプロフィール画像に使用できるのに類似する）。

### サービス終了前後の混乱
2019年2月28日、Yahoo!ブログのサービスを同年12月15日をもって終了することが発表された。Yahoo!Japanでは、ブログサービス市場や技術的な運用課題、今後の事業方針など様々な点を総合的に検討した結果、ブログサービスの継続が難しいと判断したことを理由としている。
Yahoo!ブログ運営はサービス終了を前に、公式移転先としてAmebaブログ、livedoor blog、Seesaaブログ、はてなブログを指定し、5月9日から専用のブログ移行ツールを用意した（はてなブログは7月上旬から）。これはブログに投稿したテキストに加え、画像やコメントも移行できるというものであった。
しかしサービス終了告知から移行ツールのリリースまで3か月（はてなブログでは5か月）を要したこともあり、Yahoo!ブログユーザーの間では移転先をどのブログサービスにすべきかが大いに話題となった。しかもYahoo!ブログ運営が用意する専用ツールでブログを移転した場合、Yahoo!ブログのデータは自動的に消えて閲覧できなくなり、移行後は他社の新ブログへリダイレクトされるという仕様となっていた。そしてYahoo!ブログにエクスポート機能がなかったことから、専用ツールを使った移行は失敗を許されないものとなった。Yahoo!ブログはユーザーが多かっただけに、サービス終了の発表後は混乱を極め「Yahoo!ブログ難民」と呼ばれた。
なお、大手ブログサービスの中でFC2ブログは公式移転先に指定されなかったが、FC2ブログの「ブログお引越しツール」はそれ以前からYahoo!ブログにも対応していたため、専用移行ツールのリリースを待たずしてFC2ブログへ移転することも可能であった。しかもFC2ブログのツールを使用した場合は移転前のブログも残せるため、FC2ブログの「ブログお引越しツール」を使用して移転したユーザーもあったが、機能が複雑でカスタマイズの知識を要するFC2ブログの仕様になじめず、FC2ブログからさらに他社ブログへ移転するユーザーもあった。
また専用移行ツールのリリースが遅れたこと、移行作業の大変さなどからブログ移転を断念するユーザーも多く、Yahoo!Japanがかつて提供していた「ジオシティーズ」が2019年3月31日にサービス終了した際と同様に、多くのブログがそのまま移行せず失われた。「ジオシティーズ」閉鎖の際には貴重な個人サイトが大量に失われて閲覧者を嘆かせたが、Yahoo!ブログ閉鎖の際にも長年更新を続けてきたブロガーが移転を断念することが相次ぎ、同様の事態が起こることとなった。
実際には、SNS的な交流機能を備え、複雑なカスタマイズの知識を要しないAmebaブログが、Yahoo!ブログに使い勝手が近いことから、Yahoo!ブログからAmebaブログへ大量の流入があった。またlivedoor blogへ移行したユーザーも少なからずあった。一方で「はてな村」と呼ばれる独特の文化を持つはてなブログへ移行したユーザーは多くはなかった。
なお、Yahoo!ブログの閉鎖直後となる2020年1月31日には、GMOメディアの老舗ブログサービス「ヤプログ!」がサービス終了し、日本のブログ黎明期に誕生したブログサービスが相次いで閉鎖されることとなった。

## 沿革
- 2005年1月31日：ベータ版としてサービス開始[4]。
- 2007年1月：Wiki文法の機能強化。
- 2008年
  - 2月：モバイル版Yahoo!ブログがリリース。
  - 5月：Yahoo!プロフィールとの連携（友達機能など）。
  - 5月: ゲストブックのコメント投稿で秘密投稿が廃止される。
  - 5月: 動画付き記事投稿でニコニコ動画への対応を発表。しかしニコニコ動画には対応しなかった。
  - 10月：ブログトップページをリニューアル、新着コメントの確認等が容易に行えるようになる。また、外部URLを含んだ記事の投稿が制限される。
- 2009年
  - 9月：My Yahoo!が新しくなり、ブログとの連携が深まる。
  - 11月：Yahoo!ブログ運営が非公式Wiki文法の使用自粛を求める。
- 2010年
  - 3月：投稿画面が大幅に修正され「かんたんモード」が追加される。
  - 12月 : コメントとトラックバックの承認機能を追加[8]。
- 2012年
  - 2月 : 記事の公開設定に「友達まで公開」が追加される。
  - 2月 : 1つのYahoo!IDで最大7つまでブログが開設可能になる[9]。
- 2017年
  - 11月：リニューアル版Yahoo!ブログのベータテストを開始[10]。
- 2019年
  - 2月28日 : Yahoo!ブログのサービスを同年12月15日をもって終了することを発表[2][3][4]。
  - 3月31日：Yahoo!Japanが提供していたウェブサイト作成サービス「ジオシティーズ」がサービス終了[5]。多くのウェブサイトが失われる[6]。
  - 4月15日：リニューアル番Yahoo!ブログのベータ版を提供終了[4]。
  - 5月9日：ブログの新規開設を終了[4]。
  - 5月9日：他社ブログ（Amebaブログ、livedoor blog、Seesaaブログ）への移行ツールをリリース開始（同年12月15日まで）[4]。
  - 7月：はてなブログへの移行ツールをリリース開始（同年12月15日まで）[4]。
  - 8月31日：記事の投稿と編集、コメントの投稿を終了[4]。
  - 12月15日：サービスを終了し、全ブログが閉鎖される[4]。

## 荒らし対策
2008年末頃からコメント欄のURLはリンクしなくなり、コメント欄への荒らし書き込みが減少した。しかしそれ以降も、放置しているユーザーのブログを中心に未成年にふさわしくないような内容のコメントが多発していた。そのため、多くの利用者からYahoo!ブログに対して荒らし対策機能強化が要求されていた。2008年10月に記事の投稿制限がかけられた。これは記事に外部のURLやコントロールコードを含んでいる場合や、迷惑行為のあったURLが含まれている場合におきる。1時間投稿不能になる。またコメントにも2010年12月に制限がかけられ、連続で投稿すると11コメント目で制限にかかり、10分間投稿不能になる。
2009年12月16日より、トラックバックを受け付けないようにする機能（トラックバックフィルター）が追加され、トラックバック荒らしは大きく減少した。コメントのみ受け付ける設定も可能とされた。しかしデフォルトでは「トラックバックを受け付ける」設定になっていた。またトラックバック機能を悪用したワンクリック詐欺も発生していたため、2010年11月より、ログインしていない者からのトラックバックを受け付けないようにする機能が追加され、トラックバックを悪用したワンクリック詐欺は減少した。2010年末より、ブログ管理者がコメントやトラックバックの公開を承認制にする機能（コメントフィルター&トラックバックフィルター）が追加された。